# Jean-Marie Martin (historien)
Ne doit pas être confondu avec Jean-Marie Martin.
Jean-Marie Martin, né à Boulogne-Billancourt le 20 juillet 1938, mort dans le 13e arrondissement de Paris le 14 janvier 2021, est un historien français. Directeur de recherche émérite au CNRS, il est spécialiste de l’Italie méridionale médiévale.

## Biographie
Agrégé et docteur en histoire, il enseigne au lycée de Troyes, puis est assistant à l’université de Tunis, à celle de Tours et celle d'Orléans, puis maître assistant à la Sorbonne,.
Il entre au CNRS et est directeur de recherche au Centre d’histoire et de civilisation de Byzance, devenu UMR 8167 « Orient & Méditerranée ». Il est mis à disposition de l’École française de Rome, consacrant ses recherches à l’histoire, encore méconnue à cette époque, de l’Italie méridionale au Moyen Âge. 
Influencé par Marc Bloch et Pierre Toubert, il étudie les dimensions économiques, sociales, politiques et sociales de l'histoire du Mezzogiorno, abordée dans une période longue. Toubert dirige sa thèse de troisième cycle, consacrée à l'édition critique des plus anciens documents de l'Archivio Capitolare de Troia (1024-1266), préparée à partir de 1966 et soutenue en 1972, puis sa thèse d’État, La Pouille et la Basilicate orientale du VIe siècle à la fin du XIIe siècle, soutenue en 1990.
Il publie plus de 400 ouvrages savants ou grand public et 350 articles en français et en italien. Il est l'un des organisateurs de l’atelier doctoral annuel « Mondes méditerranéens et Italie méridionale au Moyen Âge » à l’université de Salerne et participe au projet « MECA. Medieval European Cartularies » de l’École française de Rome.
Outre la publication des chartes de Troia en 1976 tirée de la thèse,, on lui doit la publication critique du Registre de Pierre Diacre en 2015, à l'issue de 17 ans de travail. En 1993, il publie un ouvrage tiré de sa thèse, La Pouille du VIe au XIIe siècle et connait un succès public avec Italies normandes. XIe – XIIe siècles paru dans la collection « La Vie quotidienne », chez Hachette, en 1994, puis en italien, chez Rizzoli. 
En 2008, Errico Cuozzo, Vincent Déroche, Annick Peters-Custot et Vivien Prigent, lui consacrent le volume Puer Apuliae. Mélanges offerts à Jean-Marie Martin. 
Il est l'époux de Bernadette Martin-Hisard, maîtresse de conférences à l’Université Panthéon-Sorbonne, spécialiste de l'histoire du Proche-Orient médiéval, plus particulièrement de Byzance.

## Publications
- Les chartes de Troia. Édition et étude critique des plus anciens documents conservés à l'Archivio Capitolare, I (1024-1266), Bari, 1976.
- Le cartulaire de S. Matteo di Sculgola en Capitanate (Registro d'istrumenti di S. Maria del Gualdo) (1177-1239),  Bari, 1987, 2 vol.
- La Pouille du VIe au XIIie siècle, collection de l’École française de Rome, 1993,
- Italies normandes. XIe – XIIe siècles, « La Vie quotidienne », Hachette, 1994
- avec Errico Cuozzo, Federico II. Le tre capitali del regno. Palermo - Foggia - Napoli, Naples, Procaccini, 1995.
- "Qu'est-ce que les Normands allaient faire en Italie", L'Histoire, mensuel 189, 1995.
- "Les Normands, rois de Sicile", L'Histoire, mensuel 226, 1998.
- La vita quotidiana nell'Italia meridionale al tempo dei Normanni, Milan, Biblioteca Universale Rizzoli, 1997
- Guerre, accords et frontières en Italie méridionale pendant le haut Moyen Age,École française de Rome, Rome, 2005
- L'héritage byzantin en Italie, VIIIe – XIIe siècle, études réunies par Jean-Marie Martin, Annick Peters-Custot et Vivien Prigent, 2011
- Byzance et l’Italie méridionale, Association des Amis du Centre d’histoire et civilisation de Byzance, Bilans de recherche, 9, Paris, 2014
- Registrum Petri Diaconi (4 vol), l’École française de Rome et Istituto storico italiano per il Medio Evo, 2015
- Le pergamene del monastero di Santa Sofia di Benevento, éd. Errico Cuozzo, avec Laura Esposito, vol. 1, 762-1067, 2021.